# MuPDF
MuPDF是一款以C语言编写的自由及开放源代码软件库，是PDF和XPS解析和渲染引擎。主要用以渲染页面为位图，但也提供对其他操作诸如搜索和列举目录和链接的支持。
MuPDF注重速度、代码轻量及高质量反锯齿渲染。自1.2版起，MuPDF拥有对交互式特性的支持，如填写表单、JavaScript和转换。
本库附带X11和Windows的基础的查看器，以及一套用于批处理（pdfdraw）、测试文件结构（pdfshow）和重写文件（pdfclean）的命令行工具。
许多自由应用软件用MuPDF渲染PDF文档，最有名的是Sumatra PDF。还可在Debian、Fedora、Archlinux、FreeBSD Ports及OpenBSD Ports作为软件包使用。
该库被一些独立组织移植到多个平台，包括Amazon Kindle、HP Touchpad、PlayStation Portable、Wii和DOS。

## 历史
2002年Tor Andersson开始以Raph Levien的Libart渲染库为基础开始编写MuPDF。Artifex Software取得MuPDF项目后，软件开发集中于编写名为Fitz的新的现代图形库。Fitz起初用于R&D计划以替代陈旧的Ghostscript图形库，但相反却成为MuPDF的渲染引擎。
2005年，含有新Fitz库的MuPDF第1版发布。
2009年，Artifex Software发起侵权诉讼反对Palm公司把MuPDF加入webOS时违背GPL，声称GPL只允许“非商业使用”。Artifex于2011年自动退回了诉讼。
2011年，添加对微软XPS的支持，基于出自GhostXPS库的代码。
自1.2版本起，许可协议由GNU通用公共许可证改为Affero通用公共许可证。